# 行动集群
行动集群，指的是：以愤怒和怀有敌意为特征的集群。此类集群有进行对其敌视的对象的攻击性、破坏性行为的倾向而且已经造成了前述结果。在法学中，这个概念一般被描述为聚众和结伙。日常生活中经常在新闻里听到的聚众闹事中的“众”即是行动集群。在心理学上，它与群体智能中的集体行为、从众心理等关系密切。